# Tăun
Tăun este un nume generic dat unor insecte diptere ce seamănă cu muștele. Au dimensiuni mari și fac parte din familia Tabanidae, ordinul Diptera, clasa Insecta.
În România sunt 7 genuri cu 5 subgenuri și 72 de specii, după Ionescu M.A. și Lăcătușu M. Entomologie 1971.
Una din aceste 72 de specii de tăuni, și anume Tabanus bovinus, este foarte frecventă. Alte specii de tăuni din România sunt:  Tabanus autumnalis,  Pangoria pyritosa, Nemorius vitripennis.

## Răspândire

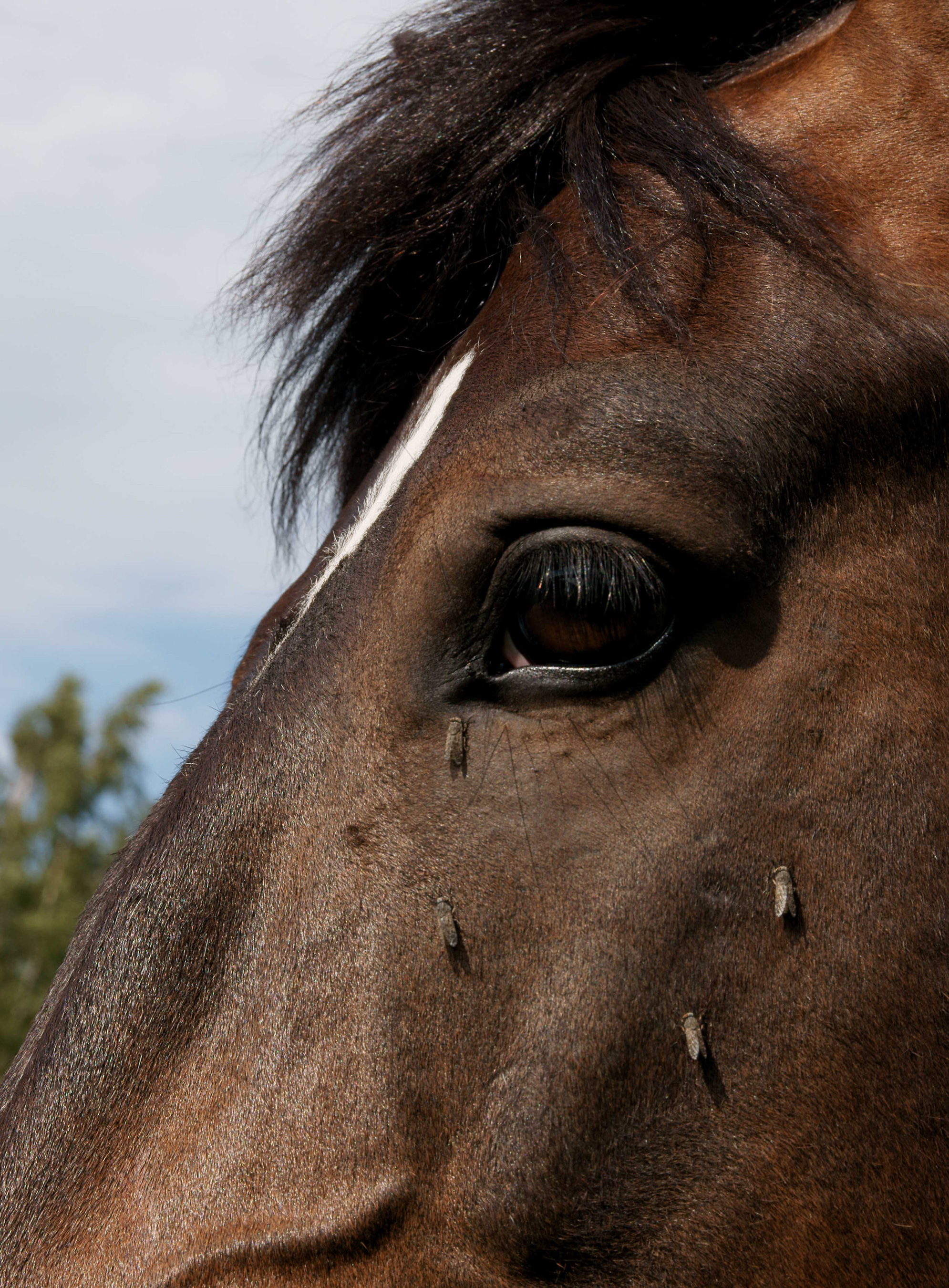
Tăunul Haematopota pluvialis pe capul unui cal

Tăunii sunt răspânditi în Europa, Asia de Nord și America de Nord vest. Preferă liziera pădurilor și regiunile de pășune care se află până la 2000 de m altitudine.

## Mod de viață
Majoritatea tabanidelor femele se hrănesc cu sânge de mamifere pentru a putea să-și matureze ouăle. Cantitatea de sânge suptă prin înțepare de tăunul de bovine este de circa 1 cm³. Larvele de tăuni trăiesc în sol umed.

## Taxonomie
La nivel mondial sunt cunoscute circa 4.500 de specii de tăuni descrise, dintre care peste 1.300 fac parte din genul Tabanus.
| Subfamilia Chrysopsinae: - Chrysops - Merycomyia - Neochrysops - Silvius Subfamilia Pangoniinae: - Apatolestes - Asaphomyia - Brennania - Esenbeckia - Goniops - Pangonius - Pegasomyia - Stonemyia Neclasificate: - Zophina | Subfamilia Tabaninae: - Agkistrocerus - Anacimas - Atylotus - Bolbodimyia - Catachlorops - Chlorotabanus - Diachlorus - Dichelacera - Haematopota - Hamatabanus - Holcopsis - Hybomitra - Lepiselaga - Leucotabanus - Microtabanus - Poeciloderas - Stenotabanus - Tabanus - Whitneyomyia |

## Galerie

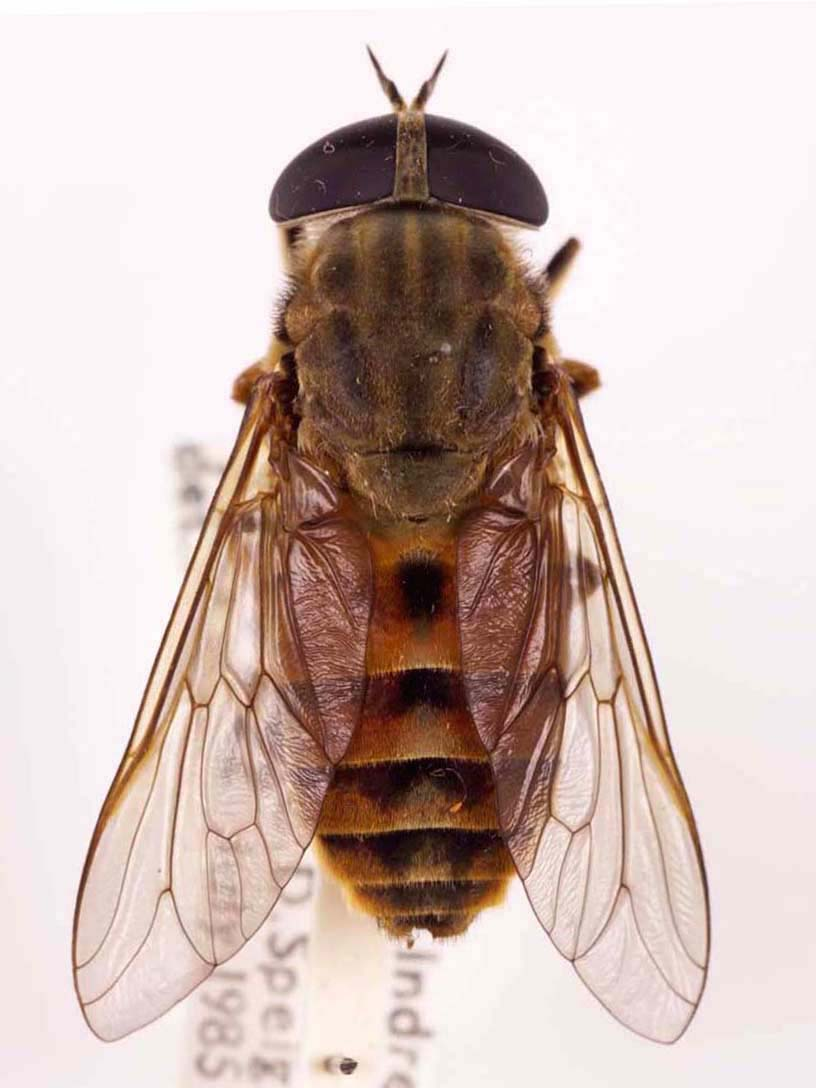
Tabanus eggeri
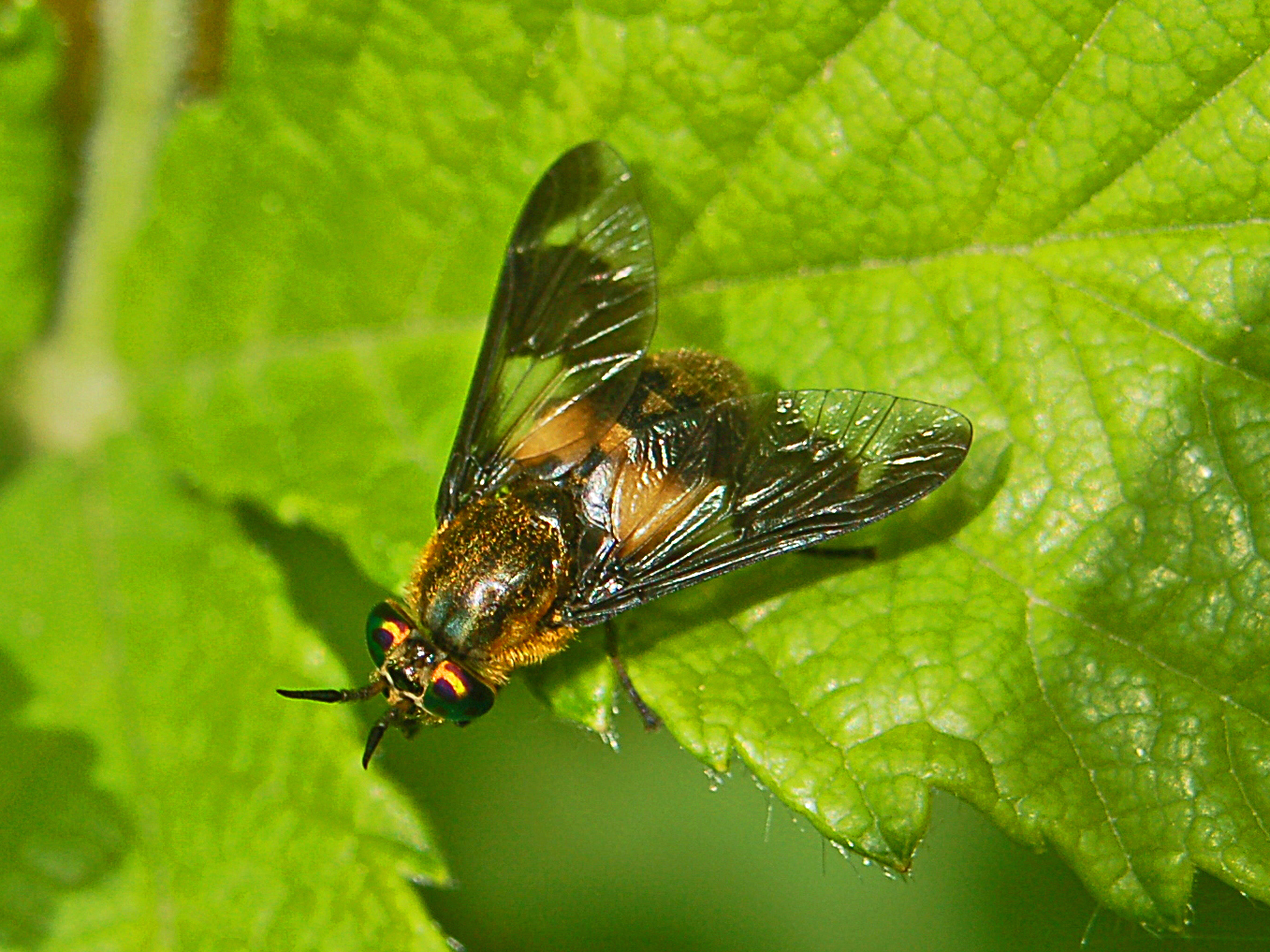
Chrysops caecutiens